# 卞彰欽
卞彰钦（韩文：변창흠，1964年8月14日—）是韓國教育家和企業家，曾任韓國土地住宅公社社長，2020年末獲文在寅總統提名出任國土交通部部長，上任僅四個月即因土地公社弊案醜聞請辭。

## 生平
卞彰欽曾在忠北大学、江南大学、延世大學和首爾大學担任讲师。1996年至1999年在首尔城市开发公司（SH Corporation，现首尔住房和社区公司，Seoul Housing and Communities Corporation）担任高级研究员，2003年成为世宗大學公共行政学系教授 。2014年，他担任韩国城市与环境研究中心负责人。
2014年11月，卞彰欽出任首尔城市开发公司CEO。在他的任內，公司更名為首尔住房与社区公司（Seoul housing & communities corporation）。他是第一位担任该职位的学者。2017年11月辞职。
2019年4月至2020年12月担任韓國土地住宅公社社長。2020年12月4日，他被提名为韓國國土交通部部长。韩国正义党和韓國中央日報對卞彰欽能否適任有所懷疑。
2021年3月，韩国民间团体指控十多名韓國土地住宅公社人员利用内部消息在土地开发计划公布前购买待开发土地。3月11日，韩国国务总理丁世均发布调查结果，土地住宅公社共有20人在京畿道光明市和始兴市購買待開發土地，被指涉嫌炒地皮。3月12日，韓國土地住宅公社全罗北道本部长在京畿道城南市自殺。同日，韩国国土交通部长卞彰钦向韓國总统文在寅提出辭呈。4月16日，文在寅接受卞彰钦的辭呈。